# STS-51-F
（原先编号STS-17，同时也被称为太空实验室2号）是历史上第十九次航天飞机任务，也是挑战者号航天飞机的第八次太空飞行。

## 任务成员
- 戈尔登·福勒顿（C. Gordon Fullerton，曾执行以及任务），指令长
- 罗伊·布里奇斯（Roy D. Bridges, Jr.，曾执行任务），飞行员
- 斯多里·马斯格雷夫（Story Musgrave，曾执行、以及任务），任务专家
- 安东尼·英格兰（Anthony W. England，曾执行任务），任务专家
- 卡尔·海因兹（Karl Henize，曾执行任务），任务专家
- 罗伦·埃克顿（Loren Acton，曾执行任务），有效载荷专家
- 约翰-大卫·巴托（John-David F. Bartoe，曾执行任务），有效载荷专家

## 替补有效载荷专家
- 乔治·西蒙（George W. Simon）
- 戴安·普林兹（Diane K. Prinz）